# Sinnamary
Sinnamary és un municipi francès, situat a la Guaiana Francesa. L'any 2006 tenia 436 habitants. Limita al sud amb Saint-Élie, a l'oest amb Iracoubo, a l'oest amb Kourou i al nord amb l'Oceà Atlàntic. El seu nom prové de la deformació de Nihil Sine Maria.

En roig el territori comunal de Sinnamary.

## Geografia
La comuna està situada al llarg del riu Sinnamary, que és el cinquè riu més gran de Guaiana, amb 260 km de llarg. Il prend sa source dans le massif central guyanais au nord de Saül. S'eleva al Massís Central de Guaiana al nord de Saül. És també el més profund de Guaiana. Es compon de 28 badies i 39 salts. La comuna es troba a 63 km de Kourou i 112 km de Caiena, i està vorejat pel mar al nord. El punt culminant és la Muntanya de Plomb (355 m) al sud de la comuna. També hi ha un gran llac creat per la retenció d'aigua de l'embassament de Petit-Saut, compartit amb la ciutat de Saint-Élie.

## Demografia
| 1962                                       | 1968 | 1975 | 1982 | 1990  | 1999  |
| ------------------------------------------ | ---- | ---- | ---- | ----- | ----- |
| ?                                          | ?    | ?    | ?    | 3.431 | 2.783 |
| Des de 1962: població sense dobles comptes |      |      |      |       |       |

## Història
Sinnamary va ser originalment un poblat amerindi. Els primers pobladors van arribar al voltant de 1770. Encara hi viuen, però, alguns galibi.
Durant la Revolució Francesa els thermidorians hi deportaren Jacques Nicolas Billaud-Varenne i Jean-Marie Collot d'Herbois; després del cop d'estat del 18 de fructidor de l'any V (4 de setembre de 1797) el Directori hi va fer deportar François Barthélemy, François Barbé-Marbois, André-Daniel Laffon de Ladebat, Guillaume Alexandre Tronson Ducoudray, Jean-Charles Pichegru, l'abat Charles Brottier, Antonin Murinais, Josèphe Rovère, Victor-Amédée Willot, François Aubry, Jean-Pierre Ramel, Lavilleurnois, Isaac Delarue i François Bourdon de l'Oise; el 1798 dos combois més hi deportaren 312 altres proscrits, principalment sacerdots refractaris i periodistes. Sobre el total de 328 deportats a Sinnamary pel Directori, 180 hi van morir als pocs mesos d'arribar-hi.
L'any 1850, el descobriment d'or hi va portar molts prospectors.
En 1933 s'hi va crear una penitenciaria per a acollir presoners d'Indoxina. En 1956, l'Estat va construir el pont de Madame de Maintenon, que unia les dues ribes del riu Sinnamary. S'ha trobat nous jaciments arqueològics recentment durant les operacions de moviment de terres de la futura seu Soiuz.

## Administració
| Període   | Identitat             | Partit |
| --------- | --------------------- | ------ |
| 1977-1996 | Elie Castor           |        |
| 2001-2008 | Georges Madeleine     |        |
| 2008-     | Jean-Claude Madelaine |        |

## Personalitats
- Jean-Claude Darcheville, futbolista